# 瑪莉灌林站 (柳布林諾-德米特羅夫線)
瑪莉灌林站（羅馬化：Marina roshcha）是莫斯科地鐵柳布林諾－德米特羅夫線的一個車站，開通於2010年6月19日。